# 宗教改革

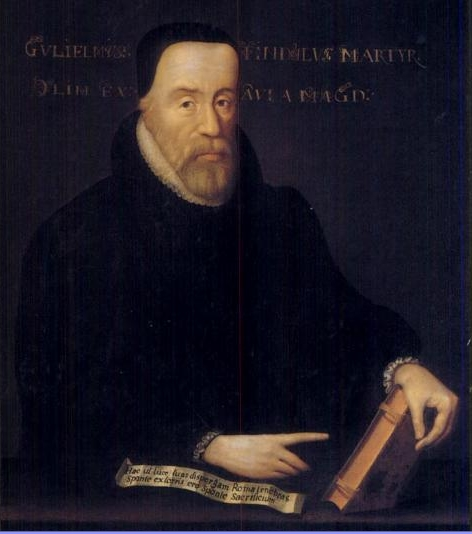
ウィリアム・ティンダル

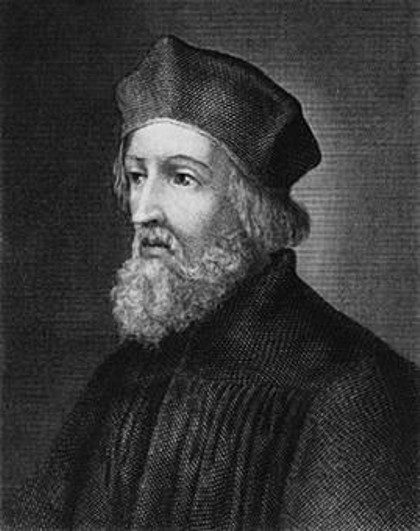
ヤン・フス

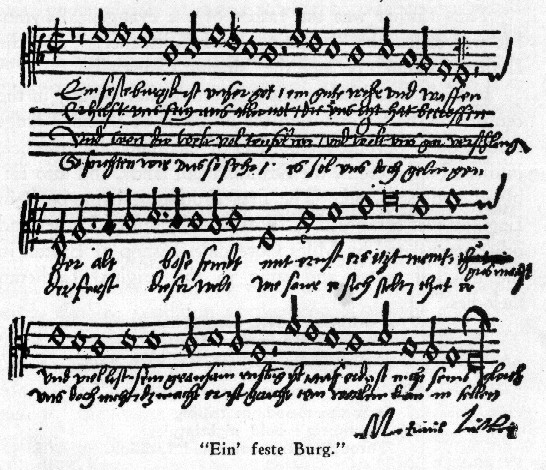
神はわがやぐら

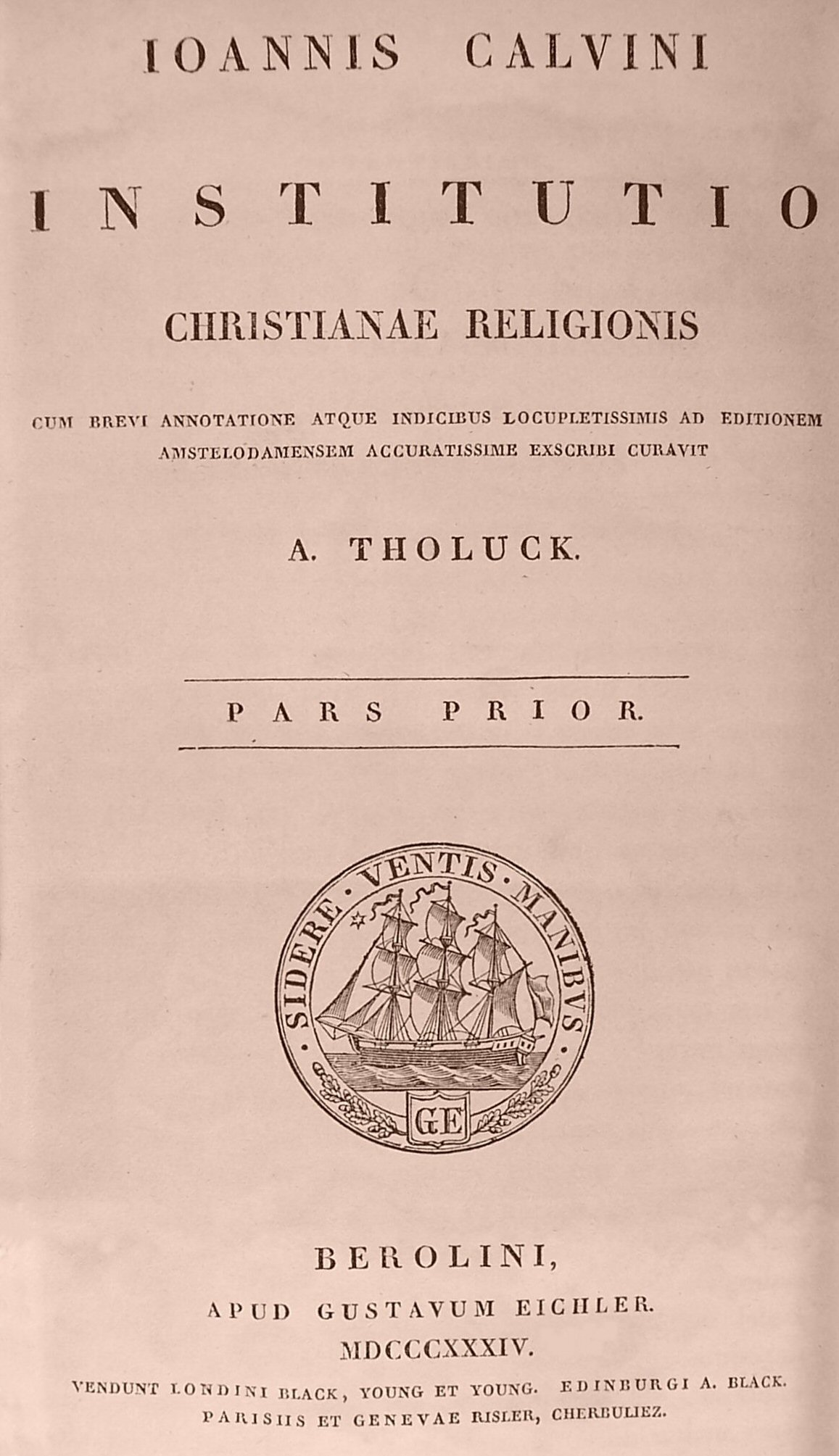
キリスト教綱要

宗教改革（しゅうきょうかいかく、英: Protestant Reformation）とは、16世紀（中世末期 - 近世）の西方キリスト教世界における教会体制上の革新運動である。贖宥状に対するルターの批判がきっかけとなり、以前から指摘されていた教皇位の世俗化、聖職者の堕落などへの信徒の不満と結びついて、旧教（ローマ・カトリック教会）から新教の分離へと発展した。
新教として、プロテスタントにはルターによるルター教会、チューリッヒのツヴィングリやジュネーヴのカルヴァンなど各都市による改革派教会などが成立した。この他にアナバプテスト（今日メノナイトが現存）など急進派も、当時は力を持っていた。また、後述の通り、ヘンリー8世によって創始されたイングランド国教会はプロテスタント諸派とは成立背景を異にし、教義や典礼もカトリックに近い。

## 時代背景
人文主義者による聖書研究が進んだために起こった「原始キリスト教精神に帰るルネサンス的運動」として捉える立場も他方では存在する。すなわち、同じルネサンス的運動が、イタリアにおいては、ギリシア・ローマの古典文化への復帰として表れ、ドイツにおいては、聖書への復帰と言う形で現れたとする考え方である。特にアルプス以北の諸国において、ルネサンスの一部である人文主義の研究は、宗教上のものと結びつきやすかったとされる。宗教改革の指導者の幾人かはもともと人文主義者であったことからも、この両者の結びつきは深いことがわかる。ただし、宗教改革が激化するにつれ、特にルター派の宗教改革と人文主義は袂を分かつようになっていった。
16世紀は近代国家の萌芽の時代で、それまで各地域からの教会税はバチカンの収益となっていた。近代国家の誕生とともに、各国は経済的な理由から自国の富がバチカンに流れることを可とせず、自国内に止めておくことをむしろ歓迎し、それぞれの地域の教会が、ローマと絶縁することを積極的に後押しした。
また、宗教改革の理念が拡大・浸透するうえでは、グーテンベルクによる印刷技術が大きな役割を果たした。

## 先駆的運動

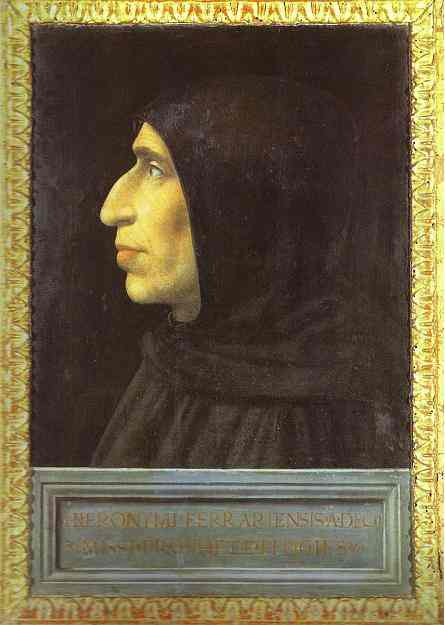
サヴォナローラ

イングランドのウィクリフ（1320年頃 - 1384年）やベーメンのフスらの聖書主義者やサヴォナローラらが行ったローマ教会の批判が、宗教改革の先駆的運動ともみなされる。
1415年にフスはローマ教会によって処刑され、プロテスタント殉教者として知られている。1419年、第一次プラハ窓外投擲事件を契機としてフス戦争（1419年 - 1434年）が始まった。こうした状況の収拾を目指して、1414年から1418年にかけてドイツのコンスタンツでコンスタンツ公会議が開催され、当時続いていた教会大分裂（シスマ）を解消するとともにウィクリフとフスを異端として有罪とし、ローマ教会の立て直しを図った。しかし教会の改革は進まず、結局約1世紀後に宗教改革が起きることとなった。
1498年にサヴォナローラはローマ教会によって処刑され、プロテスタント殉教者として知られている。
近年では福音主義的・聖書主義的特性からヴァルド派始祖のワルドー（1140年 - 1218年）も宗教改革の先駆とも評される。

## 宗教改革の経過

### 贖宥状の発売
宗教改革の直接の引き金となったのは、1515年に教皇レオ10世が贖宥状を発売したことである。この贖宥状は「サン・ピエトロ大聖堂建築資金」の名目で、ローマ教会の影響下にある地域全体で大々的に発売され、とくに神聖ローマ帝国支配下のドイツにおいてはヨハン・テッツェルなどの説教師が盛んに贖宥状を販売して回っていた。しかし、本来罪の許しに必要な秘跡の授与や悔い改めなしに、金銭による贖宥状の購入のみによって償いが行えるという考え方は議論を呼び、批判も根強かった。とくにこの考え方に批判的だったのが、ヴィッテンベルク大学神学教授のマルティン・ルターであった。

### ドイツの宗教改革

#### ルターの宗教改革

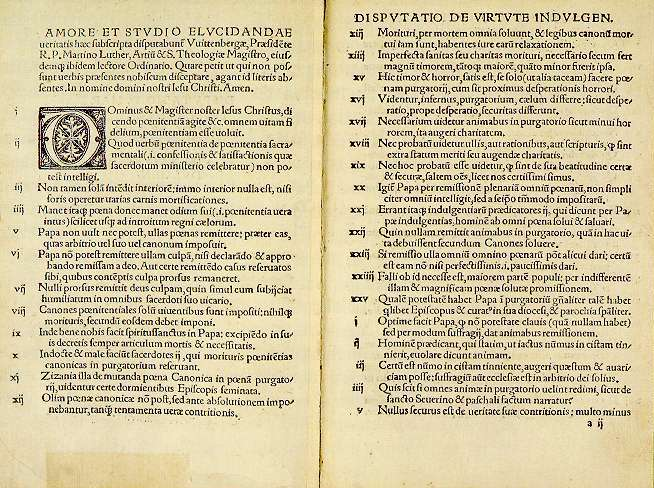
95ヶ条の論題

1517年、ルターはローマ教会に抗議してヴィッテンベルク市の教会、ヴィッテンベルクの城内に95ヶ条の論題を打ちつけた。これが、一般に宗教改革の始まりとされる。この贖宥状批判は大きな反響を呼んだ。この批判はグーテンベルクの活版印刷術によりまたたくまに各地に拡大し、教皇に嫌悪を抱いていた周辺の諸侯、騎士、市民、農民を巻き込んでドイツ社会に影響を与える（これよりルネサンスと宗教革命が大きくかかわっていたことが分かる）。
当初ルターに新宗派を創設する意思はなく、あくまでもカトリック教会内部の改革を望んでいたのだが、対立は先鋭化し、1520年には教皇レオ10世はルターが自説の41か条のテーゼを撤回しなければ破門すると警告したが、ルターはこれを拒絶。1520年12月に回勅と教会文書をヴィッテンベルク市民の面前で焼いた。これを受けて1521年にルターは破門され、ここでルターはカトリックと完全に絶縁し、新しい宗派を立てることとなった。
1521年4月、神聖ローマ皇帝カール5世はルターをヴォルムス帝国議会への召喚を行ったが、ルターはここでも自説の撤回を拒否し、両派の分裂は決定的なものとなった。このとき「我ここにたつ」と言ったことで有名である。こことは聖書のことであくまで聖書中心主義だという姿勢を揺るがなかった。
同年5月25日に発布されたヴォルムス勅令により、ルターは法の保護外（帝国追放）、つまり何をされても法によって守られることがない状況に陥ったが、ザクセン選帝侯フリードリヒ3世にかくまわれ、ヴァルトブルク城で1年余りを過ごすことになる。ここでルターは新約聖書のドイツ語訳を完成させ、このルター聖書は、後のドイツ語の発達に大きな影響を与えたとされるほど広く読まれることとなった。

#### 騎士戦争
騎士戦争（1522年）は騎士のフランツ・フォン・ジッキンゲン（Franz von Sickingen）によって導かれた多くのプロテスタントと人文主義者のライン川下流ドイツの騎士によるローマ・カトリック教会と神聖ローマ帝国皇帝に対する反乱である。この反乱は、「貧しい男爵の反逆」とも呼ばれる。この反乱自体は短期間で鎮圧されたが、ドイツ農民戦争（1524年 - 1526年）のさきがけとなった。

#### ドイツ農民戦争
ルターの説は「神の前に万人は平等」でそれが1524年には西南ドイツのシュヴァーベン地方の修道院の農民たちが、賦役・貢納の軽減、十分の一税、農奴制の廃止など「12ヶ条の要求」と結びついた。ドイツ農民戦争である。神学者であったミュンツァーの指導により反乱は中部へ拡大し、過激化していった。当初ルターは農民側に同情、支持していたが、過激になっていき次第に、農民側を非難するようになった。ルターは領主に反乱の弾圧を呼びかけ、鎮圧された、ミュンツァーも処刑された。これによりルターの改革運動の支持者層が変化する。農民中心から、反カトリック、反皇帝派の諸侯、都市に変化し、ルター派都市諸侯ｖｓ皇帝という構図がうまれた。

#### シュマルカルデン戦争
ルターの主張は神聖ローマ帝国各地の領邦君主のあいだに急速に広まり、ローマ教会を奉ずる神聖ローマ皇帝および旧教（カトリック）派との間の対立は急速に激化していった。一方、東方においては急速に拡大を続けるオスマン帝国が1526年のモハーチの戦いにおいてハンガリー王国を事実上滅亡させ、さらに神聖ローマ皇帝家・ハプスブルク家の本領であるオーストリアに迫る勢いを見せていた。このためカール5世は改革派諸侯に譲歩する姿勢を見せ、1526年の第一回シュパイアー帝国議会において、1521年のヴォルムス帝国議会におけるルター派禁止を一時凍結する決定が下された。このため、改革派諸侯はこれを機に領内の教会をルター派に完全に統一するよう動き、この時期に各領邦のルター派化が急速に進んだ。しかしこうした状況を危惧した旧教派諸侯は1529年の第二回シュパイアー帝国議会において、ヴォルムス勅令を復活させルター派を再び禁止する決定を下した。この決定に対し新教派諸侯は抗議（プロテスト）を行い、これが新教を指すプロテスタントという語の語源となった。
1530年にはカール5世はアウクスブルクで帝国議会を開き、再度事態の収拾を図った。プロテスタントはフィリップ・メランヒトンの起草したアウクスブルク信仰告白を提出し、旧教派と妥協を図ろうとしたが果たせず、新教禁止はそのままとなった。これに不満を持ったプロテスタント諸侯は、1531年にシュマルカルデン同盟を結び、皇帝派との対決姿勢を鮮明にした。これに対し皇帝は1532年にニュルンベルク休戦を結んで一時休戦としたが、1544年に皇帝がフランス王フランソワ1世を破り国内に目を向けられるようになると、カトリックを支持する神聖ローマ皇帝と、ルター派の諸侯の間の対立は深まり、1546年にはシュマルカルデン戦争が勃発した。
1547年にミュールベルクの戦いでカール5世が勝利するとカトリック優位のアウクスブルク仮信条協定が締結されたが、1552年には両派の平和共存を謳ったパッサウ条約が成立し、最終的に1555年にアウクスブルクの和議が結ばれ、諸侯はカトリックと新教（ルター派）を選択する権利が認められたことでいったんこの戦争は終結を見た。しかしこの和議においてはカルヴァン派の信仰が認められず、またあくまで領邦や都市の選択権が認められただけで個人の信仰の自由は認められなかった。このことで両派間の対立は深い禍根を残し、1618年に三十年戦争が勃発することとなった。

### スイスの宗教改革

#### ツヴィングリの宗教改革
ドイツに次いで宗教改革の火の手が上がったのはスイスである。ツヴィングリはルターの95か条の論題を受け、1519年に贖宥状販売の批判を行い、やがて1523年にチューリヒ州で宗教改革を成功させた。これをきっかけに周辺諸州のいくつかが宗教改革を受け入れたが、カトリックに残る州も存在し、スイス誓約同盟は宗教的に二分される形となった。また、ツヴィングリの改革は人文主義の影響をルターよりも色濃く受けたものであり、やがて両者の理論は乖離していった。この両派を統合するために1529年にマールブルクでルターとツヴィングリは会談を行い、多くの点で一致したものの聖餐論で一致することができず、最終的に両派は袂を分かち、これによりルター派とツヴィングリ派（後のカルヴァン派）の分離は決定的なものとなった。
スイスにおいては両派間の対立が決定的なものとなり、1529年には第一次カッペル戦争が勃発し、さらに1531年には第二次カッペル戦争が勃発した。この第2次カッペル戦争においてツヴィングリは戦死し、改革派は敗北したものの、同年結ばれた第二次カッペル和約においては各邦がカトリック・ルター派・ツヴィングリ派の信仰をそれぞれ選択できることが謳われた。

#### カルヴァンの宗教改革
カルヴァンはすでにギョーム・ファレルによって宗教改革が始まっていたジュネーヴに立ち寄った際に、請われて留まりそこで活動するようになった。ルターの宗教改革が信仰の改革に徹していたのに対し、カルヴァンは礼拝様式と教会制度の改革に着手した。礼拝式文を整え、ジュネーブ詩篇歌を採用し、信仰告白・カテキズム・教会規則を整備し、教師職の他に（彼らの理解によれば）初代教会以来の信徒の職務である長老職と執事職を回復し、長老制の基礎を作った。またカルヴァンは聖餐を重んじ、毎回の礼拝でこれを執り行おうとしたが、それは市当局の反対により実現しなかった。1549年にはチューリヒの宗教指導者でツヴィングリの後継者だったハインリヒ・ブリンガーとカルヴァンおよびファレルが会談し、教義上の一致をみて両派は統合され、カルヴァン派（またはカルヴァン・ツヴィングリ派）となった。

### イングランドの宗教改革
イングランドでは、ヘンリー8世の離婚問題が改革の直接原因で、政治的・経済的な動機も強い。推進者としてトマス・クロムウェルが知られる。ヘンリー8世は教皇権と分離したイングランド国教会を設立し、新たに教会組織を作ろうとした。これに反対した大法官トマス・モアは処刑された。後にヘンリー8世はローマ・カトリックの修道院を多数廃止し、その財産を没収して、国庫へと入れた（修道院解散）。
ヘンリー8世のあとを継いだエドワード6世 は、1552年にノックスの影響を受けたカルヴァン主義的な42箇条に署名し、プロテスタントの宗教改革が進められたが、メアリー1世が教皇を中心とするカトリック教会を復活させ、プロテスタントを取り締まり、約300人を処刑したため、ブラッディ・メアリー（血濡れのメアリー）と呼ばれた。教皇を中心とするカトリック教会の考えによれば、これは修道院解散で富を得た者たちが反発したにすぎないとしている。
メアリー1世の後を継いだエリザベス1世は、再びイングランド国教会を国教とし、国教会の優位が確立した。しかし、政治的・経済的な動機が強かったイングランドの改革を不十分とみなし、更に改革を推し進めたのが清教徒たちであった。

### スコットランドの宗教改革
スコットランドの宗教改革はハミルトンを始めとして、本格的な宗教改革が行われるようになるが、ハミルトンは志半ばで1528年に処刑された。後にジョージ・ウィシャートも宗教改革を実践し、カルヴァンとツヴィングリの信仰をスコットランドに広めたが、彼もハミルトン同様に1546年に処刑された。
その後、ウィシャートの弟子であったノックスにより長老派教会が形成され、スコットランド教会の宗教改革が進められた。

### フランスの宗教改革

サン・バルテルミの虐殺

フランスにおいても改革派教会は力を持っていった。フランスのプロテスタントはユグノーと呼ばれ、カルヴァン派の影響が強いものだった。両者の対立は深まっていき、1562年にカトリックの中心人物であるギーズ公によってヴァシーでユグノー虐殺事件（ヴァシーの虐殺）が起き、これをきっかけにユグノー戦争と呼ばれる36年にも及ぶ断続的な内戦状態に突入した。一時和平が結ばれたものの、1572年にローマ・カトリックによるサン・バルテルミの虐殺が起こり、カトリック信徒がプロテスタントを弾圧したため、プロテスタントは組織的には壊滅状態になった。1598年にアンリ4世によって発布されたナントの勅令により信仰の自由を認められることで、ユグノー戦争はようやく終結した。この勅令は1685年まで効力を持っていたが、フランス国王ルイ14世により同年フォンテーヌブローの勅令が公布されたことでプロテスタントは最終的に非合法化され、ユグノーたちは国外へと散っていった。

### スウェーデンの宗教改革
スウェーデンでは、カルマル同盟から離脱後の財政難による財政改革から始まった。デンマーク同様に教会領を没収して王領地とし、世俗的な問題は、王の裁判権に服することが1527年のヴェステロース全国身分制議会で決議された。また、ヴィッテンベルクで神学を学んだペーテルソン兄弟が1519年にルターに師事し、帰国後、ルター派の教義をスウェーデンに広めた。1524年にオラフ・ペーテルソンは、カトリック代表と論争し、これに勝利したがカトリック教会からは破門された。しかしスウェーデン王グスタフ1世は、彼らを保護し、宗教改革に当たらせた。ペーテルソン兄弟と同時期にドイツに留学していたマグヌス兄弟の兄ヨハンは、1523年にウプサラ大司教に任じられたが、改革に反対したため、ローマ教皇国に追放された。先にローマに派遣されていたオラウス・マグヌスと兄ヨハンは故国に戻れず、マグヌス兄弟はローマで没した。1527年の身分制議会の決議は、スウェーデンにおけるルター派宗教改革の開始となった。
オラフ・ペーテルソンは王の側近として、ラルス・ペーテルソンは1531年にウプサラ大司教に任命された。1536年には、スウェーデンの教会が福音派国教会と宣言された。これは後のスウェーデン国教会創設の基礎となった。スウェーデン王国（スウェーデン＝フィンランド）の東半分を形成していたフィンランドでは、1528年のオーボ（トゥルク）にルター派の司教が叙階されたのを最初として始められたが、大部分はフィンランド語によって教会改革が成された（フィンランドの教会改革は、1554年にトゥルク司教となったミカエル・アグリコラに総じて負っている）。フィンランドは、1809年にスウェーデンと分離するまでスウェーデン国教会の一部であった。
スウェーデンの宗教改革は、16世紀中は過渡期であったが、1590年代の内戦を通じてプロテスタントが勝利し、1593年にウプサラ宗教会議で、アウクスブルク信仰告白を取り入れた時にルター派であったほとんどの教会はルター派の信条に参加した。当時、カトリックでスウェーデンとポーランドの国王であったジグムント3世はこれらの過程で1598年にスウェーデンから失脚し、1600年にジグムント派のカトリック教徒を粛清することによって、スウェーデンはプロテスタント国家となった。

### デンマーク＝ノルウェーの宗教改革
デンマーク＝ノルウェーでは伯爵戦争終結後、クリスチャン3世が教会領を没収、1537年には教会法を制定した。デンマークの支配下に入ったノルウェー、アイスランドでは上からの宗教改革が推し進められた。

## ローマ・カトリック教会側の反応

### 対抗宗教改革
カトリック内部でも改革の必要性は認識されていたが、プロテスタント運動が引き金となり、カトリック教会ではトリエント公会議（1545年 - 1563年）を開催した。また、他を非難するよりまず自ら戒め、規律正しい宗教生活しようとイグナチオ・デ・ロヨラやフランシスコ・ザビエルらが中心となり、1534年にイエズス会が設立された。イエズス会はその後、キリスト教の大分裂を防ぐべく欧州各国に勢力を伸ばし、非ヨーロッパ諸国への布教活動を行った。

## 正教会との関係

### ルター派と総主教イェレミアス2世のやり取り
ルター派は当初、プロテスタントと正教会の合同を模索し、テュービンゲンのルター派神学者、マルティン・クルシウス（Martin Crusius）とヤーコプ・アンドレー（Jacob Andreae）が署名した書簡を、正教会のコンスタンディヌーポリ総主教イェレミアス2世に送った。
1573年10月15日、書簡を携えたルター派側の使節ステファン・ゲルラッハ（Stephen Gerlach）と総主教イェレミアス2世との最初の会見が行われ、会見の場は和やかな雰囲気に包まれた。ゲルラッハはその後すぐ、総主教の質素な服装と机、その人柄に感嘆した旨をチュービンゲンに書き送り、総主教からの返答が期待出来るとの報告を行った。クルシウスはこれに対して2通目の書簡を書き、1575年1月4日にはイェレミアスが友好的かつ慎重な返信を書いている。
この間、ルター派側ではフィリップ・メランヒトンにより、アウクスブルク信仰告白のギリシア語への翻訳作業が進められていた。クルシウスとアンドレーは、このギリシア語に翻訳されたアウクスブルク信仰告白を総主教イェレミアス2世のもとに送り、条項ごとの賛否の見解を示すよう依頼した。ちょうど総主教庁聖シノドの開会期間中の1575年5月24日、ゲルラッハはイェレミアス2世にギリシア語訳された信仰告白を渡した。
イェレミアス2世およびその教会における協力者達（主教、神学者、修道士達）は送られて来た「信仰告白」につき慎重に検討を重ねた。そして1576年5月15日、「アウクスブルク信仰告白についての見解」がまとめ上げられた。この「見解」はチュービンゲンにおいて大いに歓迎されたが、イェレミアス2世は「見解」中において、信仰の源泉たる聖書と聖伝をめぐる、正教会とルター派の見解の一致点と相違点を、正教の教えを詳述しつつ指摘していた。
1577年6月18日にチュービンゲンからは、ルター派側による新しい教理を正当化する内容を含んだ書簡がイェレミアス2世に対して送られた。巡回に出掛けていたイェレミアス2世の手許に届いたのは1578年3月4日。イェレミアス2世は協力者達とともに、友好的ではあるがはっきりと、聖伝を守るよう父親のように教え諭す返信を書き送った。
1580年6月24日、ルター派からの返信が届いた。これに対し、イェレミアス2世は聖伝のみならず、聖神（聖霊）の発出（フィリオクェ問題）や自由意思に関する問題においても、ルター派と正教の間で一致点が見出せないと判断して論駁。これで、ルター派と正教会の間に行われたこの書簡のやり取りは終わった。

### 両教会のやり取りに対するカトリック教会の対応
ルター派と正教会が上述のように書簡のやり取りを行っていることは、ローマ教皇庁も把握していた。教皇庁は正教会とルター派が合同することを恐れ、注視していた。
正教会に対するカトリック教会の影響力を拡大することを狙い、教皇グレゴリウス13世はコンスタンディヌーポリ総主教庁に使節団を送り、グレゴリオ暦を導入するよう呼びかけたが、イェレミアス2世はこれを拒否。以降、現代に至るまで正教会はグレゴリオ暦を（ごく一部を除き）使用していない。修正ユリウス暦が20世紀に入って少なく無い一部の正教会に導入されたが、これも厳密にはグレゴリオ暦ではない。

### エルサレム公会
16世紀末から17世紀にかけて、正教会は宗教改革、および対抗宗教改革の両方から深い影響を蒙った。プロテスタントの影響を受けたと評される総主教としてキリロス・ルカリス、カトリック教会の影響を受けたと評される主教としてペトロー・モヒーラが挙げられる。
正教信仰に対する西方教会からの影響に対し、1672年、エルサレム総主教ドシセオス2世の主導でエルサレム公会が開かれ、宗教改革でプロテスタントから示された教理につき討議が行われた。その結果、「聖書のみ」「予定説」「象徴説・共在説」「聖書正典の範囲」といった、プロテスタントの主張の殆どが否定された。この公会において正教会は、プロテスタントとの教理の違いのみならず、カトリック教会とも違いがあることを示した。

## 主要年表

### 15世紀以前
- 14世紀　ウィクリフの改革（イングランド）
- 1415年　フス処刑
- 1419-1436年　フス戦争（フス派が神聖ローマ帝国皇帝と争う）
- 1494-1498年　サヴォナローラの改革（フィレンツェ）と処刑

### 16世紀
- 1516年　エラスムス『校訂版　新約聖書』刊行
- 1517年　ルターの「95ヶ条の論題」（ドイツの宗教改革始まる）
- 1520年　ルター『キリスト者の自由』（信仰義認説の確立）『ドイツ貴族に与える書』『教会のバビロニア捕囚』
- 1521年　ルターのヴォルムス帝国議会への召喚、ヴァルトブルク城に遁れる
- 1522-1523年　騎士戦争
- 1524年　エラスムス『自由意志論』（ルターと論争）
- 1524-1525年　ドイツ農民戦争（ミュンツァー殉教）
- 1526年　シュパイエル帝国議会でルター派を容認
- 1527年　ローマ略奪
- 1527年　ヴェステロース全国身分制議会、ルター派宗教改革を承認。グスタフ1世によるスウェーデンの宗教改革開始
- 1529年　シュパイエル帝国議会でルター派を再禁止
- 1529年　第1次カッペル戦争（スイス）
- 1531年　第2次カッペル戦争（ドイツ語版、英語版）（スイス）
- 1534年　檄文事件（フランス）
- 1534年　ロヨラらによりイエズス会設立
- 1536年　カルヴァン『キリスト教綱要』刊行、ジュネーヴで改革に協力（-1538年）
- 1536年　ヘンリー8世、国王至上法を公布（イングランド）、これを批判したモアは翌年殉教
- 1536年　伯爵戦争終了。クリスチャン3世によるデンマーク＝ノルウェーの宗教改革開始
- 1536年　スウェーデンで教会の福音派国教会宣言（スウェーデン国教会創設運動）
- 1536年10月6日 ティンダルの処刑
- 1541年　カルヴァンがジュネーヴに戻り改革に取り組む
- 1545-1563年　トリエント公会議
- 1546-1547年　シュマルカルデン戦争（ドイツ）
- 1553年　三位一体を否定した異端の神学者セルヴェが火あぶりになる（ジュネーヴ）
- 1554年　フィンランドの牧師アグリコラによる教会改革
- 1555年　アウクスブルクの和議
- 1562-1598年　ユグノー戦争（フランス）
- 1568年　ネーデルラント諸州の反乱（八十年戦争）
- 1572年　サン・バルテルミの虐殺（フランス）
- 1573年　ルター派と正教会との間で書簡のやり取りが開始される
- 1580年　ルター派と正教会との間での書簡のやり取りが止む
- 1598年　ナントの勅令（フランス）
- 1600年　スウェーデンでリンチェピングの血浴。カトリック教徒を粛清、ルター派国教を確立

### 17世紀
- 1618-1648年　三十年戦争（ドイツ）
- 1631年　マクデブルク虐殺
- 1648年　ヴェストファーレン条約